# Mathilde (Tochter von Bolesław I.)
Mathilde (* zwischen 1018 und 1025; † nach 1036) war eine polnische Prinzessin und Verlobte oder Ehefrau Ottos des Weißen von Schweinfurt. Sie entstammte dem Adelsgeschlecht der Piasten.

## Leben
Mathilde war die einzige gemeinsame Tochter des polnischen Königs Bolesław des Tapferen († 1025) und dessen vierter Ehefrau Oda von Meißen. Gleichzeitig war sie das jüngste Kind von Bolesław. Ihren Namen erhielt sie nach der Tante. Sie wurde 1035 mit Otto dem Weißen verlobt. Die Verlobung wurde 1036 wieder aufgelöst. Nach anderer Ansicht heirateten Mathilde und Otto 1035 und Otto verstieß Mathilde 1036. Ihr weiteres Schicksal ist nicht bekannt.

## Ehe und Familie
Es ist nicht bekannt, ob Mathilde heiratete oder Kinder hatte.